# Blue Öyster Cult
Blue Öyster Cult — американская рок-группа, последовавшая за первой волной новаторов — Black Sabbath, Led Zeppelin, Deep Purple — наиболее известная научно-фантастическими темами в лирике и эпичными живыми выступлениями, на которых, вероятно, впервые применялись лазеры. Она была создана в Нью-Йорке в 1967 году. Сингл «(Don’t Fear) The Reaper» из альбома Agents of Fortune (1976) достиг 12 места в хит-парадах США, а группа к тому времени уже стала культовой.

## Название группы

Логотип «Крюк и крест»

Символ Сатурна в алхимии

Название «Blue Öyster Cult» пришло из стихотворения 1960-х годов, написанного менеджером Сэнди Пёрлменом. Также Пёрлмен придумал предыдущее название группы — «Soft White Underbelly», происходящее из фразы Уинстона Черчилля о положении дел в Италии времён Второй мировой войны. В стихотворении Пёрлмена название «Blue Öyster Cult» носила группа существ, которые собирались втайне направлять историю Земли. «Первоначально группа была не в восторге от имени, но после согласились на это, и новый релиз вышел под этим именем».
Считается, что именно Blue Öyster Cult первыми использовали в названии группы «металический умлаут».
В интервью, опубликованном в 1976 в Великобритании музыкального журнала «Zig Zag», Пёрлмен объяснил, что происхождением названия была анаграмма «Cully Stout Beer».
Логотип «Крюк и крест» был разработан Билом Гавликом и в январе 1972 г. логотип появляется на всех альбомах группы.

## История
Группа возникла в 1967 году в Стоуни-Брук на Лонг-Айленде под названием «Soft White Underbelly» (это название позже иногда использовалось группой в 1970-х и 1980-х годах при выступлениях в некоторых[каких?] клубах США), созданная критиком и менеджером Сэнди Пёрлменом, состоящая из гитариста Бака Дхармы, барабанщика Альберта Бушарда, клавишника Аллена Ланьера, вокалиста Леса Бронстайна и басиста Эндрю Уинтера. Пёрлмен хотел, чтобы группа стала «американским ответом» группе Black Sabbath. Пёрлмен также сыграл значительную роль в успехе группы: он смог организовать концерты и подписать контракты с Elektra Records и Columbia Records, писал тексты песен. Писатель Ричард Мельцер также предоставил группе свои ранние произведения. Группа записала материал для дебютного альбома на Elektra Records в 1968 году. Когда в начале 1969 года Бронстайн уехал из страны[уточнить], Elektra Records отложили альбом.
Эрик Блум (ранее — звукорежиссёр группы) заменил Бронстайна, и группа продолжала выступать под названием «Soft White Underbelly». Тем не менее плохое выступление на фестивале Fillmore East 1969 года вынудило Пёрлмена изменить название группы — сначала на «Oaxaca», а затем на «Stalk-Forrest Group». Группа записала несколько неудачных композиций для Elektra Records, но только один сингл — «What Is Quicksand?» — был выпущен (в промоиздании в 300 экземпляров). (Этот альбом был перевыпущен позже, в 2001). После нескольких временных названий, в том числе «Santos Sisters», группа выбрала название «Blue Öyster Cult» в 1971 году. (см. «название группы» ниже его происхождения).
Нью-Йоркский продюсер и писатель Дэвид Лукас увидел выступление группы и пригласил их в свою студию записать несколько композиций . Чуть позже был подписан контракт с Columbia Records. Первый альбом состоял из восьми треков и был записан на студии Лукаса. Чуть позже Винтер покинет группу и будет заменён братом Альберта Бушарда — Джо.
Тексты для композиций Blue Öyster Cult писали как члены группы (Дональд Розер и Альберт Бушард), так и продюсер Сэнди Пёрлмен и писатели Ричард Мельцер, Патти Смит, Майкл Муркок, Эрик Фон Lustbader, Джим Кэрролл и Джон Ширли.

### Первые альбомы
Дебютный альбом Blue Öyster Cult был выпущен в январе 1972 года. Альбом включал в себя композиции «Cities on Flame with Rock and Roll», «Stairway to the Stars» и «Then Came the Last Days of May».
Их следующий альбом Tyranny and Mutation, выпущенный в 1973 году, был написан во время тура группы в честь своего первого альбома. Tyranny and Mutation содержит такие композиции как The Red and The Black (посвящённую королевской канадской конной полиции), «Hot Rails To Hell» и «Baby Ice Dog» — первые результаты сотрудничества группы с Патти Смит.
Третий альбом группы — Secret Treaties (1974) — получил положительные отзывы; наиболее известными стали композиции «Career of Evil» (написанная в соавторстве с Патти Смит), «Dominance and Submission» и «Astronomy».

### Первый успех
Первый концертный альбом группы — On Your Feet or on Your Knees (1975) — стал золотым, а год спустя вышел альбом Agents of Fortune (1976), ставший впоследствии платиновым. Альбом содержал композицию (Don’t Fear) The Reaper, поднявшуюся до двенадцатого места в чарте Billboard. Альбом содержал и другие успешные работы: «(This Ain’t) The Summer of Love», «E.T.I. (Extra-Terrestrial Intelligence)» и «The Revenge of Vera Gemini». Во время тура с этим альбомом группа использовала лазеры в световом шоу.
Их следующий альбом — Spectres (1977) — содержал радио-хит «Godzilla».
В 1978 году группа выпустила ещё один концертный альбом — Some Enchanted Evening (1978). Хотя он был задуман как двойной концертный альбом в духе On Your Feet or on Your Knees, Columbia настаивала, чтобы он был ужат до размеров обычного альбома. В конечном итоге он стал самым популярным альбомом Blue Öyster Cult: было продано более 2 миллионов копий.
За ним последовал студийный альбом Mirrors (1979). Для записи Mirrors вместо того, чтобы работать с предыдущим продюсером (который занялся тогда группой Black Sabbath), Blue Öyster Cult выбрали продюсером Тома Вермана, который работал с такими исполнителями, как Cheap Trick и Тед Ньюджент. Но, несмотря на это, продажи альбома были довольно скромными по сравнению с предыдущими релизами группы.
В 1980 году группа записывает совместно с новым продюсером Мартином Бёрчем альбом Cultösaurus Erectus, который получает хорошие отзывы. Одной из примечательных композиций в альбоме была «Black Blade», которая была написана Блум на стихи научно-фантастического и фэнтезийного автора Майкла Муркока. Группа также выступила совместным турне с Black Sabbath в поддержку альбома, назвав тур «Black and Blue».
Бёрч спродюсировал следующий альбом группы — Fire of Unknown Origin (1981). Самой известной композицией в этом альбоме стала «Burnin' for You», написанной Дхармой и Мелтцером. Некоторые песни были написаны для анимационного фильма «Heavy Metal», но только «Veteran of the Psychic Wars» (которая по иронии судьбы была написана не для «Heavy Metal») была использована в фильме. После этого альбома Альберт Бушард поссорился с остальными участниками Blue Öyster Cult и покинул группу, и Рик Дауни (бывший художник по свету группы) заменил его на барабанах.

### Перерыв в творчестве
После ухода из группы Альберт Бушард в течение пяти лет работал над сольным альбомом по мотивам поэмы Сэнди Пёрлмена «Imaginos». Blue Öyster Cult выпустила концертный альбом Extraterrestrial Live, а после с продюсером Брюс Fairbairn записала новый альбом — The Revölution by Night (1983). Самой известной композицией из этого альбома стала «Shooting Shark», написанная совместно с Патти Смит. После записи альбома The Revölution by Night, Рик Дауни ушёл, оставив Blue Öyster Cult без ударника.
В итоге группа воссоединилась с Альбертом Бушардом для тура по Калифорнии в феврале 1985 года, печально известный как «Albert Returns» Tour. Это воссоединение было временным и вызвало большую напряжённость между группой и Бушардом, так как он думал, что сможет оставаться в группе продолжительное время. Бушард оставил группу после тура, а после этого и Аллен Ланьер, оставив группу без клавишника.
Blue Öyster Cult нашли барабанщика Джимми Уилкокса и клавишника Томми Звончека для записи альбома Club Ninja. Изюминкой альбома стала композиция «Perfect Water», написанная Дхармой и Джимом Кэрроллом.
После гастролей в Германии басист Джо Бушард ушёл, и в группе остались только два участника: Эрик Блум и Дональд Розер. Некоторые называют группу в это время «Two Öyster Cult». В это время в группу приходит Джон Роджерс на место Джо, и этот состав закончил тур в 1986 году. После тура группа объявила, что взяла «тайм-аут».

### Imaginosи возобновление гастролей

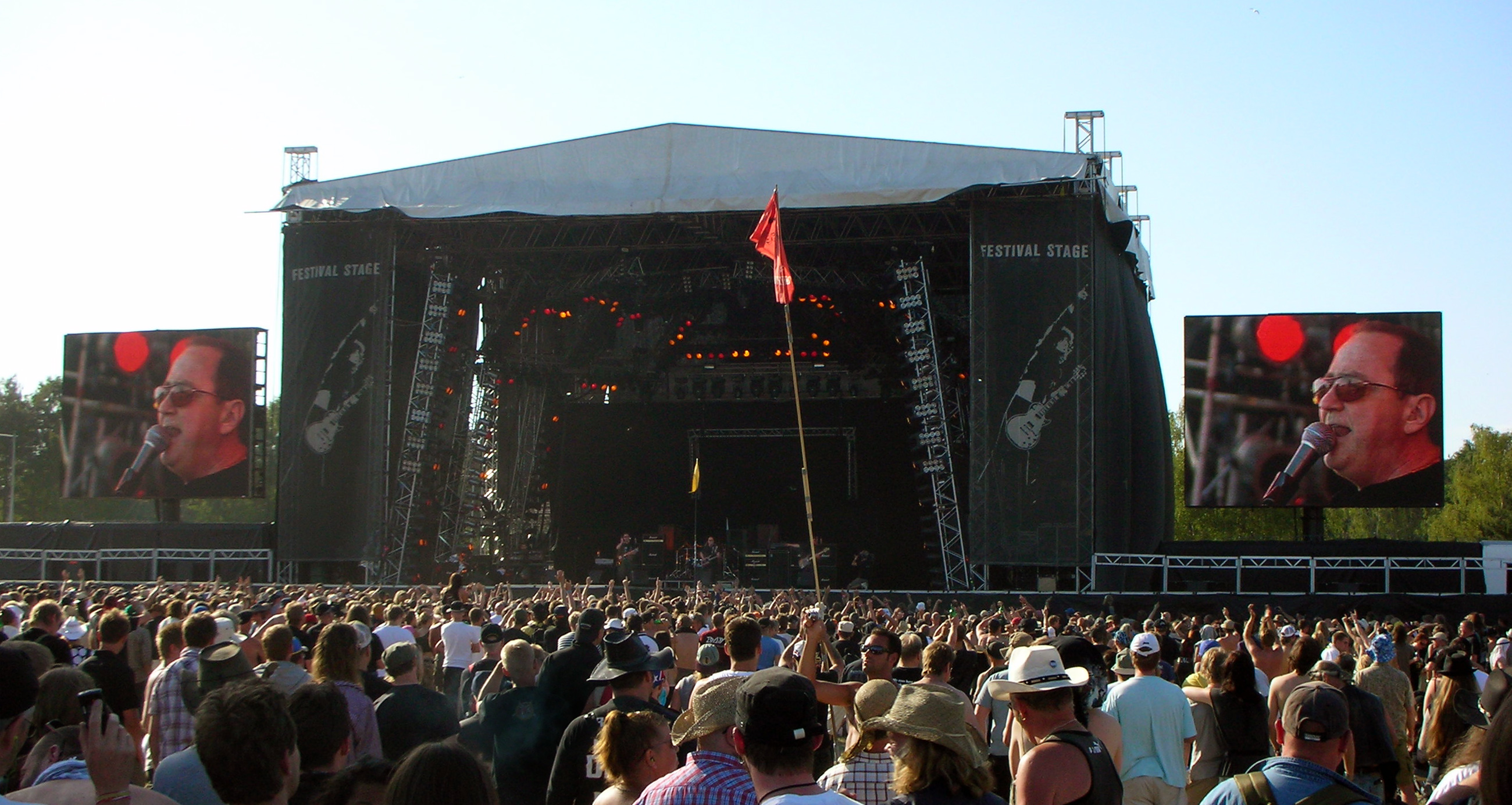
Выступление Blue Öyster Cult на Sweden Rock Festival, 2008.

Blue Öyster Cult получили предложение выступить в Греции в начале лета 1987 года новым составом: Эрик Блум, Дональд Розер, Аллен Ланьер, Джон Роджерс и Рон Риддл. Columbia Records не была заинтересована в выпуске сольного альбома Альберта Бушарда Imaginos, поэтому Пёрлмен собрал группу для записи под лейблом Columbia. Этот альбом продавался не очень хорошо (несмотря на положительный отзыв в журнале Rolling Stone), хотя Blue Öyster Cult отправились в тур в поддержку альбома. Когда Columbia Records была куплена Sony и переименована в Sony Music Entertainment, она отказалась от сотрудничества с Blue Öyster Cult.
Группа провела следующие 11 лет, не выпуская альбомов, хотя были записаны две новые песни для фильма «Bad Channels», выпущенного в 1992 году. Риддл ушёл из группы в 1991 году, после чего группа стала брать сессионных барабанщиков, в том числе Чака Бурги (1991—1992, 1992—1995, 1996—1997), Джона Мичели (1992, 1995, 2008), Джона О’Рейли (1995—1996) и Бобби Рондинелли (1997—2004, 2008). Все они в разные годы играли в Rainbow. Джулс Радино присоединился в 2004 году и до сих пор является текущим барабанщиком группы. Роджерс оставил «Blue Öyster Cult» в 1995 году, и на его место был взят Дэнни Миранда. Миранда оставил группу в 2004 году, заменённый Ричи Кастеллано.

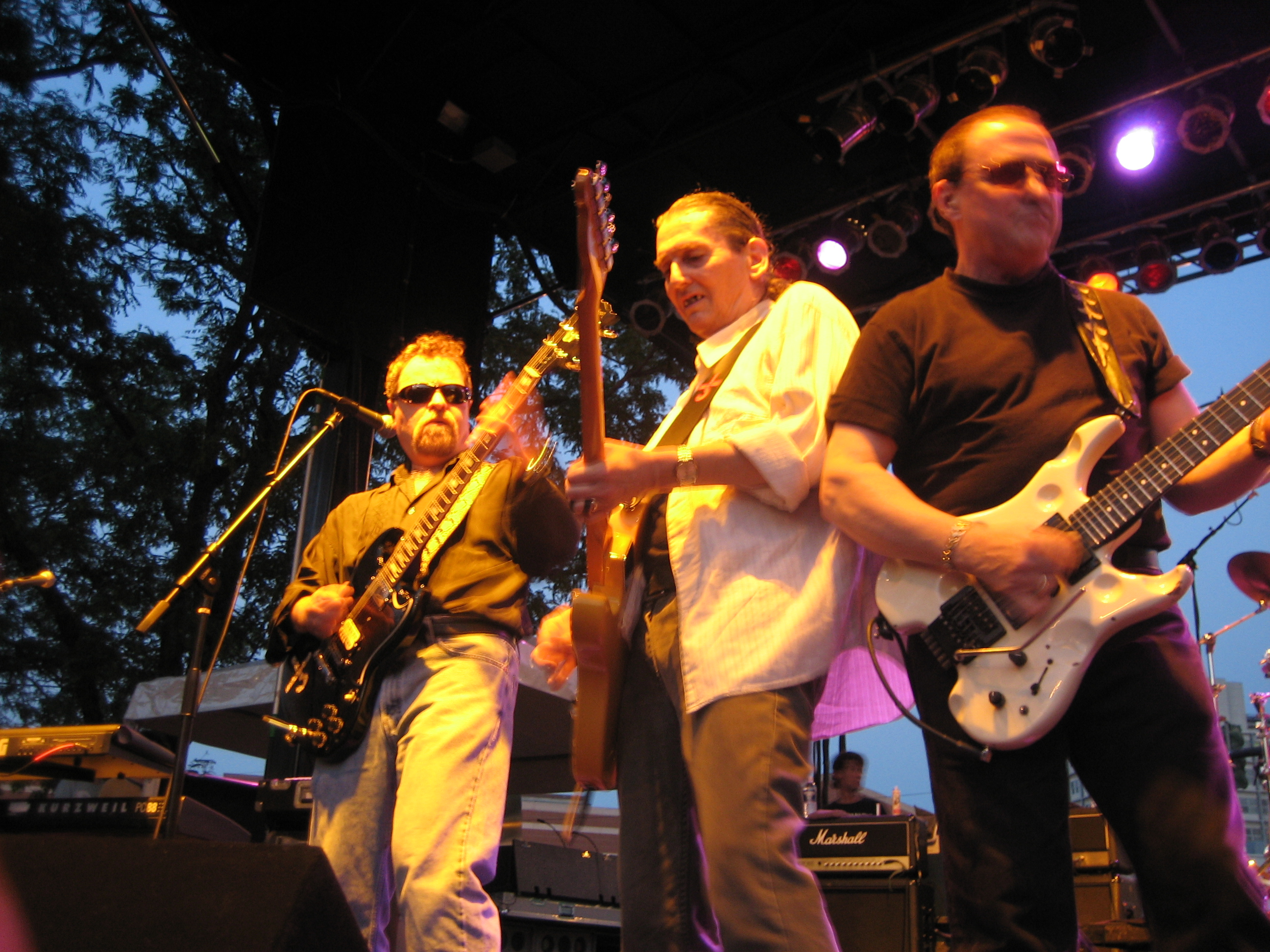
Выступление Blue Öyster Cult в 2006

Аллен Ланьер перестал выступать вживую в 2007 году, а в декабре 2008 года Росер упал вниз с лестницы в своём доме во Флориде и повредил плечо. В результате туры в декабре 2008 года и январе 2009 года были отменены. Группа вернулась к выступлениям осенью 2009 года. Группа объявила в 2012 году, что Сарзо ушел. В сентябре 2012 года, друг группы Рассел Дж. Джонс присоединился к группе гитаристом.

### Годы сотрудничества с CMC/Sanctuary Records
В конце 1990-х годов Blue Öyster Cult подписал контракт со звукозаписывающей компанией CMC Records (позже куплена Sanctuary Records). Под этими лейблами было выпущено два студийных альбома: Heaven Forbid (1998) и Curse of the Hidden Mirror (2001). Оба альбома написаны в соавторстве с романистом Джоном Ширлиen:John Shirley. Другой концертный альбом — A Long Day's Night и DVD с тем же названием — были выпущены в 2002 году.
В 2002 году Blue Öyster Cult поссорились с Sanctuary Records и в настоящее время не имеют контрактов.

### Sony Legacy Remasters
В феврале 2007 года была выпущена расширенная версия студийного альбома Spectres и концертный альбом Some Enchanted Evening. В августе 2012 года было объявлено, что 17-дисковый бокс-сет The Complete Columbia Albums Collection будет выпущен 30 октября 2012 года. В комплект входят долгожданные ремастеринги композиций «On Your Feet Or On Your Knees» (1975), «Mirrors» (1979), «Cultosaurus Erectus» (1980), «Fire Of Unknown Origin» (1981), «Extraterrestrial Live» (1982), «The Revolution By Night» (1983), «Club Ninja» (1985), «Imaginos» (1988) и некоторые другие.
В июне 2012 года было объявлено, что басист Руди Сарзо покидает группу, и в настоящее время он заменен бывшим басистом группы Utopia Касим Султон.
14 августа 2013 года от хронической обструктивной болезни лёгких скончался один из основателей группы Аллен Ланьер.

## Дискография
| Название                               | Год  |
| -------------------------------------- | ---- |
| Студийные альбомы                      |      |
| Blue Öyster Cult                       | 1972 |
| Tyranny and Mutation                   | 1973 |
| Secret Treaties                        | 1974 |
| Agents of Fortune                      | 1976 |
| Spectres                               | 1977 |
| Mirrors                                | 1979 |
| Cultosaurus Erectus                    | 1980 |
| Fire of Unknown Origin                 | 1981 |
| The Revolution by Night                | 1983 |
| Club Ninja                             | 1986 |
| Imaginos                               | 1988 |
| Heaven Forbid                          | 1998 |
| Curse of the Hidden Mirror             | 2001 |
| The Symbol Remains                     | 2020 |
| Концертные альбомы                     |      |
| On Your Feet or on Your Knees          | 1975 |
| Some Enchanted Evening (альбом)        | 1978 |
| Extraterrestrial Live                  | 1982 |
| A Long Day’s Night                     | 2002 |
| Саундтреки                             |      |
| Bad Channels Soundtrack                | 1992 |
| Сборники                               |      |
| Career of Evil: The Metal Years        | 1990 |
| Workshop of the Telescopes (cd boxset) | 1995 |

## Музыканты
| - Эрик Блум: вокал, гитара, клавишные (1969—наст. время) - Дональд «Бак Дхарма» Розер: гитара, вокал (1967—наст. время) - Ричи Кастеллано: клавишные, гитара (2004—наст. время) - Джулс Радино: ударные (2004—наст. время) - Дэнни Миранда : бас-гитара (1995—2004, 2007, 2017—наст. время) - Лес Браунштейн (1967—1969) - Эндрю Уинтерс (1967—1970) - Джо Бушар (1971—1986) - Джон Роджерс (1987—1995) - Грег Смит (1995) - Руди Сарзо (2007—2012, гость: 2007) - Касым Султон (2012—2017) | - Альберт Бушар (1967—1981, 1985 — Калифорнийский тур) - Рик Дауни (1981—1984) - Томми Прайс (1985) - Джимми Уилкокс (1985—1987) - Рон Риддл (1987—1991) - Чак Бурги (1991—1992, 1992—1995, 1996—1997) - Джон Мичели (1992, 1995, 2008) - Джон О’Рэйли (1995—1996) - Бобби Рондинелли (1997—2004, несколько выступлений в 2008) - Аллен Ланьер (1967—1985, 1987—2007; умер в 2013) - Томми Звончек (1985—1987) - Аллен Ланьер (1967—1985, 1987—2007: умер в 2013) - Эл Питрелли (1999) |

Временная шкала